# 贝加莫新宫
贝加莫新宫（Palazzo Nuovo di Bergamo）是意大利贝加莫的一座历史建筑，位于老广场（Piazza Vecchia）的东北侧，1928年以后是安杰洛·麦图书馆（Biblioteca Angelo Mai）的所在地。
贝加莫新宫与对面的中世纪建筑理性宫，以及城市塔，环抱着老广场。该建筑建于17世纪，是一座文艺复兴建筑，到1958年才最后完成。白色大理石立面建于1928年。

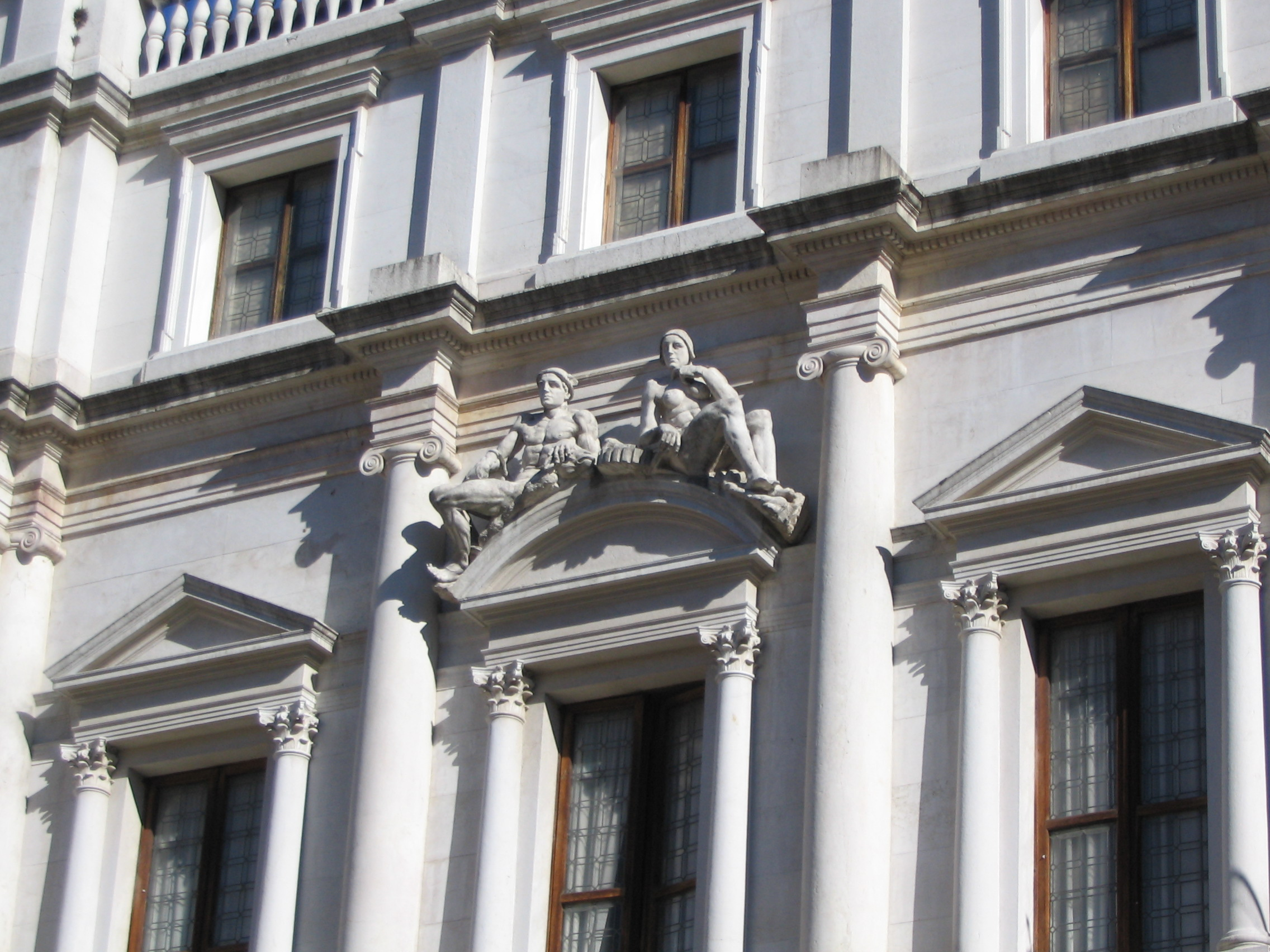
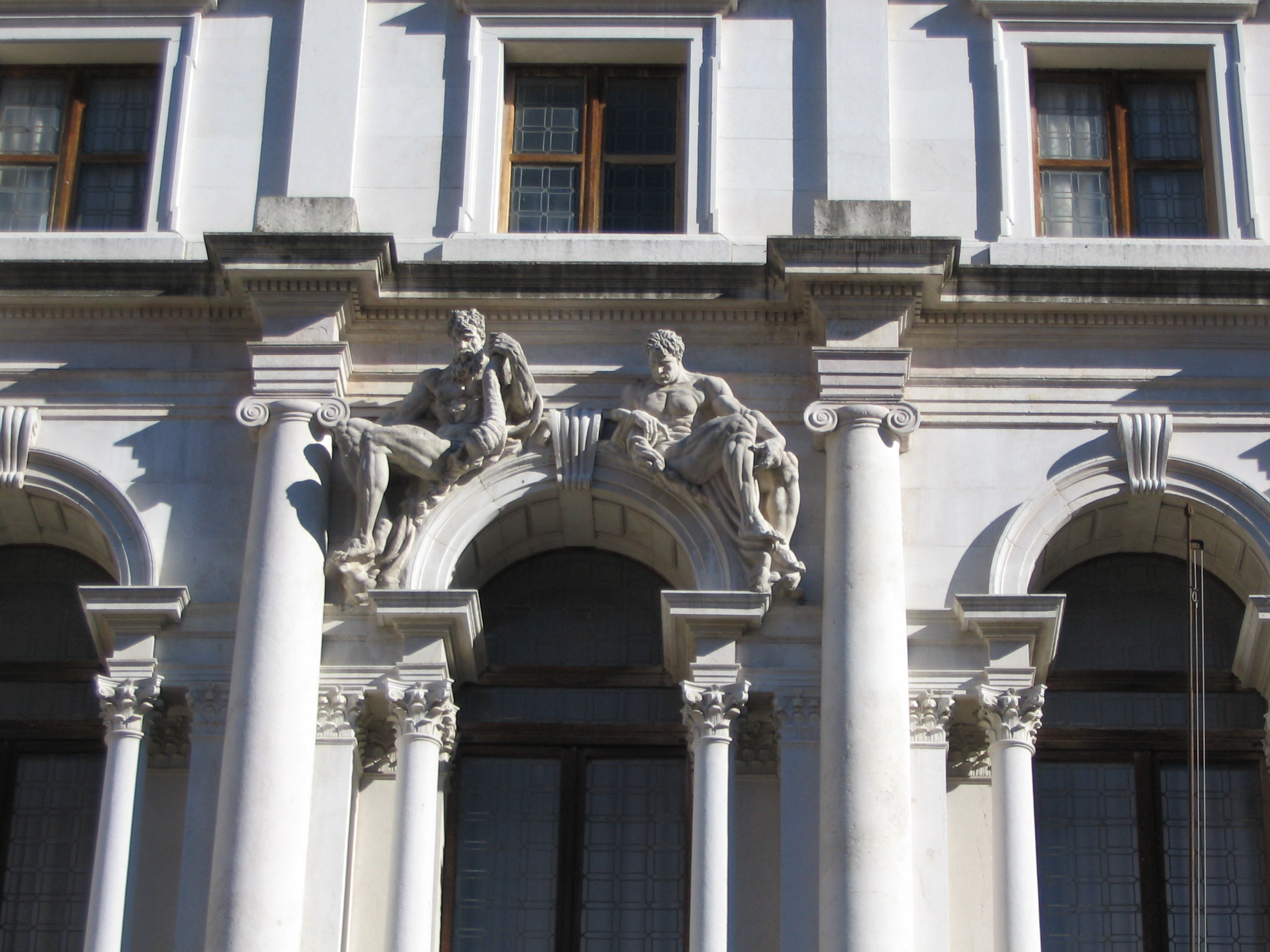
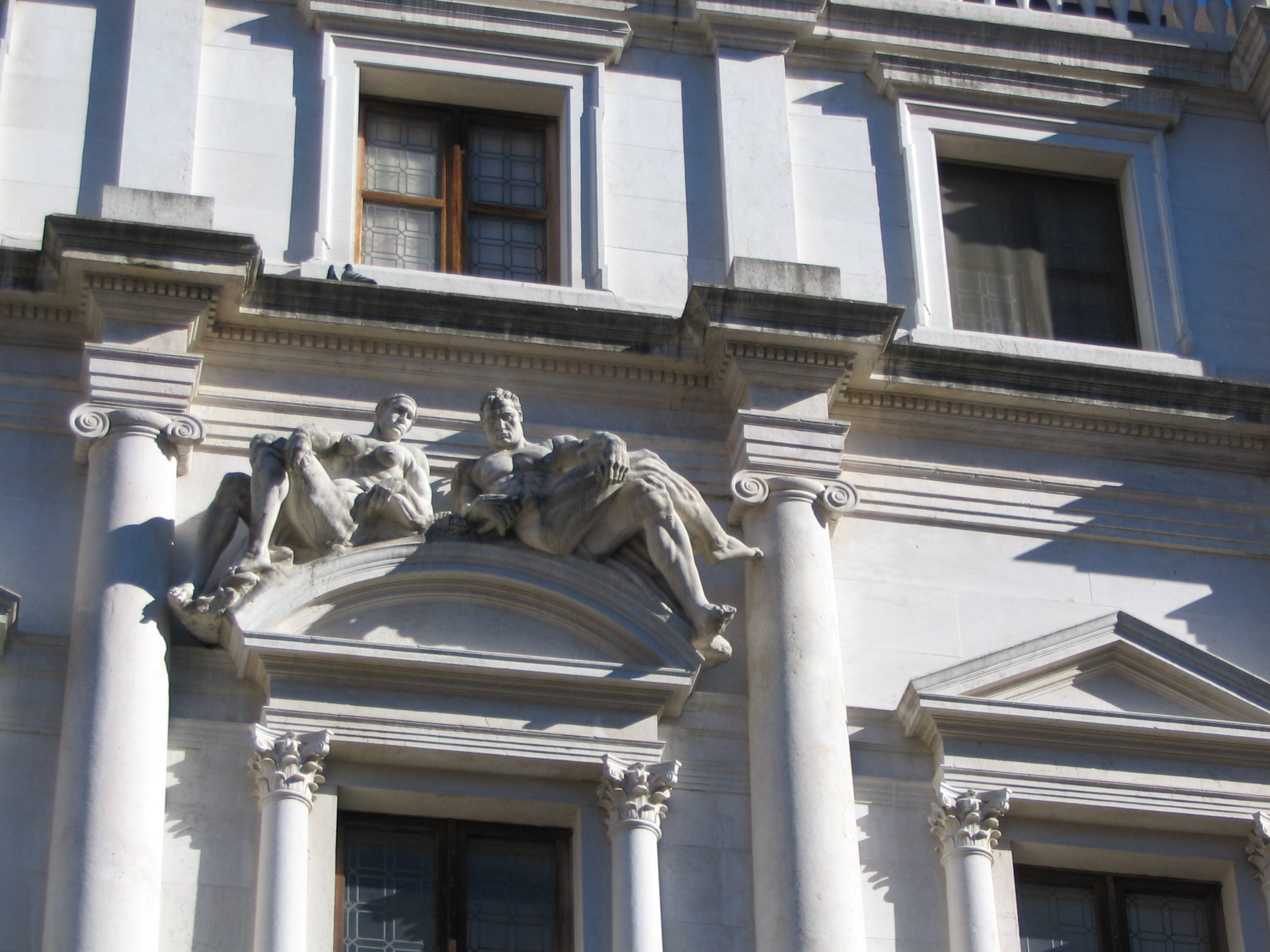